# Lilja Horischna
Lilja Horischna (ukrainisch Ліля Горішна, wiss. Transliteration Lilja Horišna; * 28. Dezember 1994) ist eine ukrainische Ringerin. Sie wurde 2019 Vize-Europameisterin in der Gewichtsklasse bis 53 kg.

## Werdegang
Lilja Horischna begann als Jugendliche 2003 mit dem Ringen. Sie gehört dem Sportclub „Spartak“ Lwiw an. Trainiert wurde bzw. wird sie hauptsächlich von Wladimir Rakowski und Anatoli Milechin. Sie ist 1,63 Meter groß.
Lilja Horischna nahm schon im Alter von vierzehneinhalb Jahren erstmals an einer internationalen Meisterschaft, der Junioren-Europameisterschaft der Altersgruppe „Cadets“ in Zrenjanin teil. Sie belegte dabei in der Gewichtsklasse bis 46 kg den 5. Platz. Im August 2011 gewann sie bei der Junioren-Europameisterschaft (Cadets) in Warschau in der Gewichtsklasse bis 52 kg mit der Bronzemedaille erstmals eine Medaille bei einer internationalen Meisterschaft.
Auch in den folgenden Jahren gewann sie bei den internationalen Meisterschaften im Nachwuchsbereich („Juniors“ und „U 23“) immer wieder Medaillen. 2015 in Wałbrzych und 2017 in Szombathely wurde sie sogar U 23-Europameisterin in der Gewichtsklasse bis 53 kg.
2014 startete sie in Vantaa erstmals bei einer Europameisterschaft bei den Damen. In der Gewichtsklasse bis 53 kg verlor sie aber schon in der Qualifikation gegen Ewelina Nikolowa aus Bulgarien, schied aus und kam nur auf den 15. Platz. 2015 wurde sie auch bei den Europaspielen in Baku in der gleichen Gewichtsklasse eingesetzt. Sie kam dort zu einem Sieg über Vania Gomes Guerreiro aus Portugal, verlor gegen Roksana Zasina aus Polen, besiegte Nadine Tokar aus der Schweiz und musste im Kampf um eine der Bronzemedaillen eine knappe Niederlage gegen Nadeschad Schuschko aus Weißrussland einstecken. Sie belegte damit den 5. Platz. Im September 2015 wurde Lilija Horischna auch bei der Weltmeisterschaft in Las Vegas eingesetzt. Sie siegte dort über Giulia Rodriguez Penealber de Oliveira aus Brasilien, schied aber nach einer Niederlage in ihrem nächsten Kampf gegen Odunayo Adekuoroye aus Nigeria aus und kam auf den 13. Platz.
Im April 2016 versuchte sich Lilja Horischna in Ulaan Baatar für die Olympischen Spiele in Rio de Janeiro zu qualifizieren. In der Gewichtsklasse bis 53 kg kam sie auf den 5. Platz, der aber für die Qualifikation nicht ausreichte.
Im April 2019 gelang es Lilja Horischna in Bukarest in der Gewichtsklasse bis 53 kg Vize-Europameisterin zu werden. Auf dem Weg dazu besiegte sie Tatjana Debien aus Frankreich, Silje Knutsen Kippernes aus Norwegen und Jessica Blaszka aus den Niederlanden. Im Finale unterlag sie gegen Stalwira Orschusch aus Russland.

## Internationale Erfolge
| Jahr | Platz | Wettbewerb                                      | Gewichtsklasse | Ergebnisse |
| ---- | ----- | ----------------------------------------------- | -------------- | --- |
| 2009 | 5.    | Junioren-EM (Cadets) in Zrenjanin               | bis 46 kg      | Siegerin: Jessica Blaszka, Niederlande vor Nina Hemmer, Deutschland |
| 2011 | 3.    | Junioren-EM (Cadets) in Warschau                | bis 52 kg      | hinter Jekaterina Poleschtschuk, Russland und Petra Olli, Finnland |
| 2012 | 11.   | Junioren-EM (Juniors) in Zagreb                 | bis 51 kg      | Siegerin: Nina Hemmer vor Patimat Bagomedowa, Aserbaidschan |
| 2013 | 2.    | Intern. Turnier in Kiew                         | bis 51 kg      | hinter Tatjana Lasarewa, Ukraine, vor Rodksana Zasina, Polen und Alena Adaschinskaja, Russland                                                                                    |
| 2013 | 3.    | Junioren-EM (Juniors) in Skopje                 | bis 51 kg      | hinter Patimat Bagomedow und Stalwira Orschusch, Russland, gemeinsam mit Nina Hemmer                                                                                              |
| 2013 | 3.    | Junioren-WM (Juniors) in Sofia                  | bis 51 kg      | hinter Yu Miyahara, Japan und Stalwira Orschusch, gemeinsam mit Davaanchimeg Erchembayar, Mongolei                                                                                |
| 2014 | 2.    | "Alexander-Medwed"-Preis in Minsk               | bis 53 kg      | hinter Nadeschda Schuschko, Weißrussland, vor Julia Leorda, Moldawien und Angela Dorogan, Aserbaidschan                                                                           |
| 2014 | 15.   | EM in Vantaa                                    | bis 53 kg      | nach einer Niederlage gegen Ewelina Nikolowa, Bulgarien |
| 2014 | 3.    | Junioren-EM (Juniors) in Kattowitz              | bis 51 kg      | hinter Natalja Malyschewa, Russland und Simona Pricob, Rumänien, gemeinsam mit Mercedesz Denes, Ungarn                                                                            |
| 2014 | 3.    | Junioren-WM (Juniors) in Zagreb                 | bis 51 kg      | hinter Natalja Malyschewa und Mercedesz Denes, gemeinsam mit Qin Yingfeng, China                                                                                                  |
| 2015 | 8.    | "Alexander-Medwed"-Preis in Minsk               | bis 53 kg      | Siegerin: Irina Kuratschkina, Weißrussland vor Sayury Yormany Canon Carvajal, Kolumbien                                                                                           |
| 2015 | 1.    | U 23-EM in Wałbrzych                            | bis 53 kg      | nach Siegen über Pepa Dimitrowa, Bulgarien, Sotmaz Haschimzada, Aserbaidschan und Irina Kuratschkina                                                                              |
| 2015 | 5.    | Europaspiele in Baku                            | bis 53 kg      | nach einem Sieg über Vania Gomes Guerreiro, Portugal, einer Niederlage gegen Roksana Zasina, einem Sieg über Nadine Tokar, Schweiz und einer Niederlage gegen Nadeschda Schuschko |
| 2015 | 13.   | WM in Las Vegas                                 | bis 53 kg      | nach einem Sieg über Giulia Rodriguez Penalber de Oliveira, Brasilien und einer Niederlage gegen Odunaye Folasade Adekuoroye, Nigerien                                            |
| 2016 | 2.    | Intern. Turnier in Kiew                         | bis 53 kg      | hinter Julija Blahinja Chawaldschy, Ukraine und vor Mercedesz Denes und Irina Tschichradse Chariw, Ukraine                                                                        |
| 2016 | 2.    | U 23-EM in Russe                                | bis 53 kg      | nach Siegen über Sandra Sarkkinen, Schweden und Leila Gurbanowa, Aserbaidschan und einer Niederlage gegen Natalja Malyschewa Russlen                                              |
| 2016 | 5.    | Olympia-Qualif.-Turnier in Ulaan Baatar         | bis 53 kg      | hinter Helen Maroulis, USA, Maria Prevolaraki, Griechenland, Natalja Malyschewa und Aline Jane Valencia Escoto, Mexiko                                                            |
| 2017 | 2.    | Intern. Turnier in Kiew                         | bis 53 kg      | hinter Irina Husjak, Ukraine, vor Angela Dorogan und Haley Ruth Augello, USA |
| 2017 | 1.    | U 23-EM in Szombathely                          | bis 53 kg      | nach Siegen über Janika Vakkila, Finnland, Katarina Pichkouskaja, Weißrussland und Leila Gurbanowa                                                                                |
| 2017 | 7.    | "Dan-Kolow" & "Nikola-Petrow"-Memorial in Russe | bis 53 kg      | Siegerin: Pang Qianyu, China vor Vinesh Vinesh, Indien |
| 2019 | 2.    | EM in Bukarest                                  | bis 53 kg      | nach Siegen über Tatjana Debien, Frankreich, Silje Knutsen Kippernes, Norwegen und Jessica Blaszka und einer Niederlage gegen Stalwira Orschusch                                  |
| 2019 | 5.    | "Yasar-Dogu"-Memorial in Istanbul               | bis 53 kg      | nach Siegen über Ellen Riesterer, Deutschland und Diana Weicker, Kanada (verletzt) und Niederlagen gegen Jekaterina Poleschtschuk, Russland und Annika Wendle, Deutschland        |

Erläuterungen
- alle Wettbewerbe im freien Stil
- WM = Weltmeisterschaft, EM = Europameisterschaft